# Резня в Магинданао
Резня в Магинданао — произошла 23 ноября 2009 года в окрестностях города Ампатуан, который находится в провинции Магинданао на острове Минданао Республики Филиппины. Также известна как «резня в Ампатуане» в связи с городом, на территории которого были обнаружены тела жертв. Всего было убито 58 человек, большинство убитых (34 из 58) были журналистами.
Убитые были сторонниками Исмаэля Мангуададату, который баллотировался в губернаторы провинции Магинданао, они ехали автоколонной зарегистрировать его в качестве кандидата на предстоящих в 2010 году выборах. Среди погибших в результате резни были жена Мангуададату и две его сестры.
Комитет защиты журналистов резню в Магинданао «крупнейшим убийством журналистов за всю историю». Впрочем, ещё до этого Комитет защиты журналистов называл Филиппины второй по опасности для журналистов страной в мире.

## Жертвы

### Члены семьи Мангуададату
| Имя                             | Описание                             |
| ------------------------------- | ------------------------------------ |
| Женалин Тиамсон-Мангуададату    | Жена Исмаэля Мангуададату.           |
| Эден Мангуададату               | Сестра Исмаэля Мангуададату.         |
| Ровена Мангуададату             | кузина Исмаэля Мангуададату.         |
| Мангуба Мангуададату            | Тётя Исмаэля Мангуададату.           |
| Фарида Сабдулах                 | Адвокат                              |
| Фарида Мангуададату             | Младшая сестра Исмаэля Мангуададату. |
| Фарина Мангуададату             | Сестра Исмаэля Мангуададату.         |
| Консепсьон «Конни» Бризуэла, 56 | Адвокат                              |
| Синтия Оквендо, 36              | Адвокат.                             |
| Каталина Оквендо                | Отец Синтии Оквендо.                 |
| Расул Дауд                      | Водитель                             |

### Журналисты
По данным «Philippine Daily Inquirer» в ходе резни погибло 34 журналиста, по данным на ноябрь 2009 года, лишь 25 из них были опознаны.
| Имя                        | Описание                                                       |
| -------------------------- | -------------------------------------------------------------- |
| Алехандро Ребландо, 53     | корреспондент Manila Bulletin бывший репортёр Associated Press |
| Анри Аранета               | корреспондент DZRH                                             |
| Наполеон «Нэп» Сэлэйсэй    | сотрудник DZRO.                                                |
| Бартоломе «Барт» Маравилла | Сотрудник «Bombo Radyo»                                        |
| Джой Доджэй                | «Goldstar Daily»                                               |
| Энди Теодоро               | репортёр Central Mindanao Inquirer                             |
| Йан Субанг                 | сотрудник «Mindanao Focus»                                     |
| Ли Далмацио                | репортёр «Mindanao Focus»                                      |
| Джина Дела Круз            | репортёр «Mindanao Focus»                                      |
| Маритесс Каблитас          | репортёр «Mindanao Focus».                                     |
| Нененг Монтано             | репортёр «Saksi»                                               |
| Виктор Нунез               | репортёр UNTV                                                  |
| Ронни Диола                | оператор UNTV                                                  |
| Холито Эвардо              | редактор UNTV                                                  |
| Даниэль Тиамсон            | водитель UNTV                                                  |
| Рейнальдо Момай            | Журналист из Корондала                                         |
| Рей Мериско                | Журналист из Корондала                                         |
| Рони Перанте               | Журналист из Корондала                                         |
| Хун Легарта                | Журналист из Корондала                                         |
| Вал Качуэла                | Журналист из Корондала                                         |
| Сантос «Хун» Гатчалиан     | Журналист из Давао                                             |
| Джоэль Паркон              | Журналист-фрилансер                                            |
| Ноэль Десена               | Журналист-фрилансер                                            |
| Джон Каниба                | Журналист-фрилансер                                            |
| Арт Бетиа                  | Журналист-фрилансер                                            |
| Рэнни Рэйзон               | Журналист-фрилансер                                            |
| Арчи Эйс Дэвид             | Freelance journalist.                                          |
| Фернандо «Фердз» Мендоза   | Журналист-фрилансер                                            |

### Прочие
Пассажиры красной Toyota Vios
По-видимому, ошибочно были приняты за часть колонны
| Имя                 | Описание                  |
| ------------------- | ------------------------- |
| Эдуардо Леконсито   |                           |
| Сесиль Леконсито    | Жена Эдуардо Леконсито    |
| Mercy Palabrica     | Коллега Эдуардо Леконсито |
| Daryll delos Reyes  | Коллега Эдуардо Леконсито |
| Вильгельм Палабрика | Водитель.                 |

Синяя Toyota FX
По-видимому, ошибочно были приняты за часть колонны
| Имя          | Описание |
| ------------ | -------- |
| Энтони Ридао |          |